# 스테파니 가츠쳇
스테퍼니 갯셰이(Stephanie Gatschet, 1983년 3월 16일 ~ )은 미국의 배우이다.
필라델피아에서 태어났다.

## 출연 작품
- 더티 무비 (2009년)
- 처녀 (2003년) - 케이티 레이놀즈 역

### 텔레비전
- 가이딩 라이트 (2002-08)